# 加藤成之

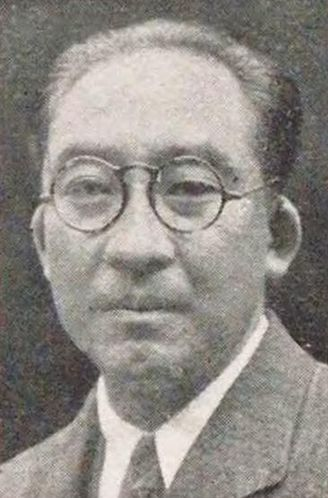
加藤成之

加藤 成之（かとう よしゆき、1893年（明治26年）9月6日 - 1969年（昭和44年）6月30日）は、大正から昭和期の音楽教育者、音楽学者、政治家、華族。貴族院男爵議員。日本での音楽史研究、音楽美学の開拓者の一人。

## 経歴
医師・加藤照麿の二男として東京で生まれる。父の死去に伴い、1925年（大正14年）11月2日、男爵を襲爵した。
1920年（大正9年）東京帝国大学文学部を卒業し、さらに同大学院を修了した。1922年（大正11年）から1924年（大正13年）までフランス、ドイツに留学する。帰国して、東京美術学校講師、東京高等音楽院講師、女子美術専門学校講師、東北帝国大学法文学部講師などを務めた。
1932年（昭和7年）7月10日、貴族院男爵議員に選出され、公正会に所属して活動し1947年（昭和22年）5月2日の貴族院廃止まで2期在任した。この間、米内内閣・拓務参与官、演劇・映画・音楽等改善委員会委員、文部省委員などを務めた。
戦後、東京音楽学校長を務め、学制改革で東京芸術大学が発足した際に初代音楽学部長に就任した。その他、女子美術大学理事長・学長、日本音楽学会会長なども務めた。
1969年6月30日、肺気腫のため順天堂大学医学部附属順天堂医院にて死去した。

## 著作
- 村田哲朗編『みもざの花』加藤貞子、1982年。

## 親族
- 先妻：順子（佐々木隆興長女）[1]
- 後妻：貞（てい、佐藤達次郎長女）
- 養子：譲（佐藤達次郎三男、離縁）[1]
- 長女：秋子（譲の妻）[1]
- 孫：加藤隆之（譲長男、ピアニスト、武蔵野音楽大学教員）[1]
- 弟：京極高鋭、濱尾四郎、古川郁郎（ロッパ）

## 栄典
- 1941年（昭和16年）11月11日  - 勲三等瑞宝章[10]